# Centro Comercial Camino Real
El Centro Comercial Camino Real es un centro comercial ubicado en el distrito de San Isidro, en la ciudad de Lima, capital del Perú. Junto a Plaza San Miguel, marcarían el inicio de la era de los centros comerciales peruanos.

## Historia
Fue inaugurado el 25 de noviembre de 1980 por el presidente Fernando Belaúnde Terry y su esposa Violeta Correa Miller. En su lanzamiento, fue el complejo comercial más grande y moderno del país, y uno de los más atractivos de América Latina.
El Centro Comercial Camino Real se construyó sobre un terreno en la avenida homónima que pertenecía a la familia Ayulo Pardo, siendo el segundo centro comercial construido en la ciudad. El proyecto inicial contaba con dos torres de oficinas, más adelante se construyó la tercera. Gracias a su ubicación en una de las zonas más exclusivas de Lima, rápidamente se convirtió en el centro comercial más importante; desde su inauguración, los limeños y hasta vecinos sanisidrinos pudieron encontrar un elegante “Camino Real” que fue una alternativa diferente para la distracción y consumo de la gente.
Los diarios de la época describían este proyecto como uno de los mejores conceptos comerciales. La idea era transformarlo en una ciudadela con comercio, esparcimiento, oficinas y departamentos. En un inicio, la inversión llegó a los 2000 millones de soles y hasta ese momento sólo se había construido la primera de las tres inmensas torres. Para mediados de la década de 1980, Camino Real ya contaba con 200 tiendas, entre ellas un supermercado, una pizzería, tiendas de ropa, zapaterías, tiendas de accesorios para el hogar, boutiques, librerías y zonas de juegos para niños. Entre las principales tiendas que en algún momento tuvieron presencia en Camino Real, estuvieron Scala Gigante, Galax, Hogar y Carsa.
Los cines Real 1 y Real 2 también fueron una atracción, cada uno con una capacidad para 500 personas ubicadas en el segundo piso del centro comercial. Su funcionamiento iniciaría el 1 de diciembre de ese año, siendo el estreno exclusivo de la película Apocalypse Now.

### Atentado de 1992
El 8 de octubre de 1992 se produjo un atentado terrorista por parte de Sendero Luminoso a un mes de la captura de Abimael Guzmán el 12 de septiembre. El ataque se produjo con bombas incendiarias en el local del bingo que funcionaba en el segundo piso y generó un incendio de grandes proporciones, por lo que se tuvo que contar con 12 unidades del Cuerpo de Bomberos Voluntarios. Tras una hora, el siniestro fue controlado sin dejar víctimas, pero sí cuantiosos daños materiales con pérdidas de 14 millones de dólares.

### Declive
El atentado marcó el inicio del declive del centro comercial. El miedo espantaba a los dueños de los locales. Además de ello, era muy difícil competir con la nueva calidad que ofrecían otros centros comerciales inaugurados en Lima a fines de la década de 1990. Además, para vender el centro comercial, había que llegar a un acuerdo en la Junta de Propietarios, que son 220 aproximadamente.
A inicios del año 2000, el lugar estaba casi abandonado y actualmente sólo existen algunas pocas tiendas de vestidos, agencias de viajes y algunas oficinas, mientras que sus largos pasillos y corredores están inhabilitados.
A inicios de 2012, un grupo de propietarios tuvo una reunión para el relanzamiento del Centro Camino Real, cambiando toda la infraestructura y transformarlo en un moderno retail. En junio de 2013, el Gerente General de Inversiones Centenario, Gonzalo Sarmiento, anunció que las obras de repotenciación y relanzamiento del Centro Camino Real se realizarían en 2014 y estarían listas en el primer semestre de 2016.
En 2024 el grupo Centenario anunció que el lanzamiento se postergó a diciembre de 2025 debido a la espera de la autorización por la Municipalidad de San Isidro.